# Levin Rudolph von der Schulenburg
Levin Rudolph von der Schulenburg (* 23. Oktober 1727 in Tucheim; † 22. September 1788 in Berlin) war ein preußischer Offizier, zuletzt Generalleutnant sowie wirklicher Geheimer Staats- und Kriegsminister. Zudem war er Chef des Militärdepartements des Generaldirektoriums und Direktor des 3. Departements des Oberkriegskollegiums.

## Leben
Seine Eltern waren der preußische Hof- und Legationsrat Levin Dietrich von der Schulenburg (1678–1743) und dessen Ehefrau Katharine Sophie, geborene von der Asseburg (1686–1780) aus dem Hause Meisdorf-Falkenstein. Der Vater war Kapitularherr der Liebfrauenkirche Halberstadt und Erbherr auf Tucheim. Der Generalmajor August Ferdinand von der Schulenburg war sein Bruder.
Schulenburg trat 1743 als Gefreiterkorporal in das Infanterieregiment „von Kalckstein“ Nr. 25 der Preußischen Armee ein. Dort wurde er 1750 Secondeleutnant. Mit Beginn des Siebenjährigen Krieges wurde er Generaladjutant des Generalfeldmarschalls Christoph Wilhelm von Kalckstein und beteiligte sich an den Schlachten von Roßbach, Leuthen, Zorndorf, Liegnitz und Torgau. Danach kam er in das Gefolge Friedrichs II. Er wurde im Januar 1758 zum Hauptmann und Flügeladjutant des Königs ernannt. Am 15. August 1760 wurde er zum Major befördert.
Nach dem Krieg wurde er im August 1767 zum Oberstleutnant ernannt, am 14. Juli 1771 zum Oberst. Als es 1778 zum Bayerischen Erbfolgekrieg kam, war er bei der königlichen Armee für die Verpflegung zuständig. 1779 wurde er Nachfolger des Generalleutnants Carl Heinrich von Wedel als Chef des Departements für das Nachschubwesen im Generaldirektorium, zudem wurde er Direktor des Waisenhauses in Potsdam. Am 18. Juni 1779 erfolgte seine Ernennung zum Generalmajor sowie am 20. Mai 1787 die zum Generalleutnant. Am 25. Juni des Jahres wurde er zum Chef des 3. Departements des Oberkriegskollegiums. Wenige Tage darauf wurde er auch zum Geheimen Staats- und Kriegsminister ernannt.

## Familie
Er war mit Wilhelmine Caroline, geborene von Zinnow (* 18. Juli 1752; † 7. März 1800), der Tochter des Geheimen Finanzrates Johann (Joachim) Christoph Zinnow (1710–1760) verheiratet. Die Ehe wurde 1768 kinderlos geschieden.
Sie heiratete 1772 den Rittmeister Philipp Friedrich August Wilhelm von Briest (* 3. Oktober 1749; † 7. Januar 1822). Aus der Ehe ging die später bekannte Schriftstellerin Caroline de la Motte Fouqué hervor.